# 洛林地区比斯滕
洛林地区比斯滕（法語：Bisten-en-Lorraine，法語發音：[bistən ɑ̃ lɔʁɛn]；洛林法兰克语：Beschten ém Loch）是法国摩泽尔省的一个市镇，属于福尔巴克-布莱摩泽尔区。

## 地理
洛林地区比斯滕（49°9'43"N, 6°35'53"E）面积4.48 平方千米，位于法国大東部大區摩泽尔省，该省份为法国东北部内陆省份，是洛林的一部分，西南接默尔特-摩泽尔省，东临下莱茵省，北与卢森堡和德国接壤。
与洛林地区比斯滕接壤的市镇（或旧市镇、城区）包括：布什波恩、库姆、尼代尔维斯、奥贝尔维斯、瓦尔斯贝格。
洛林地区比斯滕的时区为UTC+01:00、UTC+02:00（夏令时）。

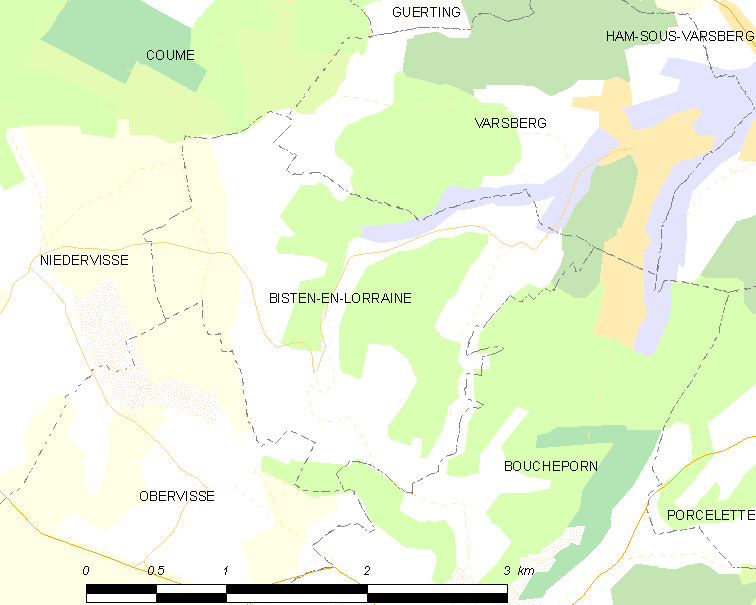
洛林地区比斯滕的OSM定位图

## 行政
洛林地区比斯滕的邮政编码为57220，INSEE市镇编码为57087。

## 政治
洛林地区比斯滕所属的省级选区为布莱摩泽尔县。

## 人口

1962-2008年间洛林地区比斯滕人口变化图示

洛林地区比斯滕于2022年1月1日时的人口数量为249人。